# الاتفاق النووي المدني بين الولايات المتحدة والهند

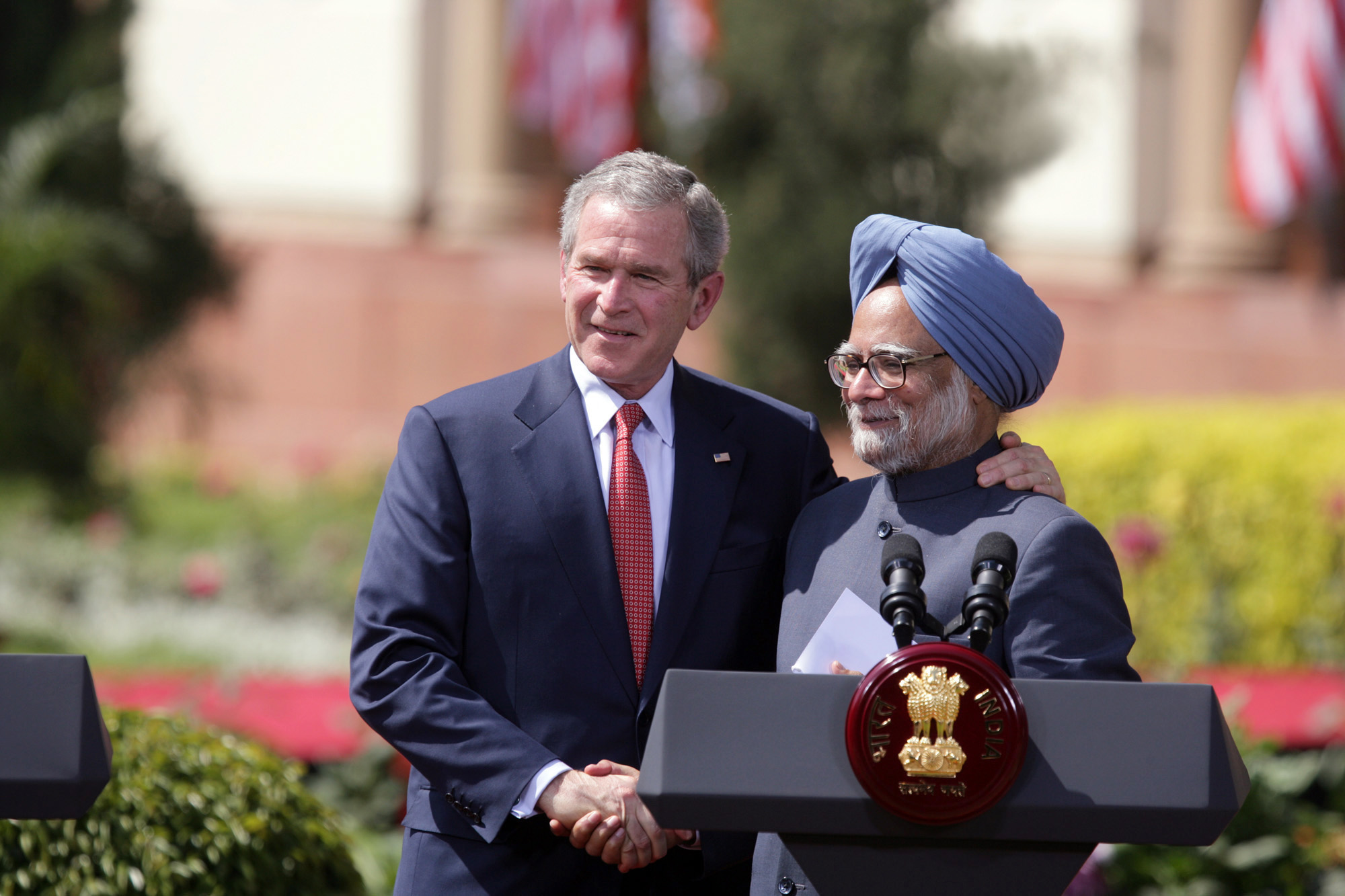
تبادل المصافحة بين كل من رئيس الولايات المتحدة السابق جورج بوش ورئيس الوزراء الهندي السابق مانموهان سينغ في مدينة نيودلهي في الثاني من ربيع الأول، عام 2006.

يُعرف الاتفاق 123 الموقع بين الولايات المتحدة الأمريكية وجمهورية الهند بالاتفاق النووي المدني بين الهند والولايات المتحدة أو بالصفقة النووية الهندية-الأمريكية. كان الإطار العام لهذه الاتفاقية عبارة عن بيان مشترك في الثامن عشر من تموز لعام 2005، بين رئيس الوزراء الهندي أبان تلك الفترة مانموهان سينغ والرئيس الأمريكي السابق جورج دبليو بوش، حيثُ بموجب هذهِ الاتفاقية وافقت الجمهورية الهندية على فصل مرافقها النووية المدنية والعسكرية إضافة إلى توظيف كافة مرافقها النووية المدنية تحت حماية وكالة الطاقة الذرية الدولية (International Atomic Energy Agency (IAEA)، وبالمقابل وافقت الولايات المتحدة الأمريكية على المضي بالتعاون المدني النووي التام مع الهند. تطلب هذا الاتفاق الأمريكي- الهندي أكثر من ثلاث سنوات كي يؤتي ثماره حيث مر بعدة مراحل معقدة مثل تعديل الولايات المتحدة لقانونها الداخلي، خاصةً قانون الطاقة الذرية لعام 1954، إضافة إلى خطة العزل النووي الحربي المدني في الهند واتفاقية الحماية (التحريات) بين الهند ووكالة الطاقة الذرية الدولية ومنحة الإعفاء الممنوحة للهند من قبل مجموعة الموردين النوويين وميثاق التحكم في التصدير الذي شُكِل نتيجةً للاختبار النووي الأول للهند في عام 1974. في الهيئة النهائية، وَضعت الاتفاقية هذه المرافق النووية التي سمتها الهند «بالمدنية» تحت الحماية الدائمة وسمحت بالتعاون المدني النووي المشترك، فيما استبعدت الاتفاقية نقل التكنولوجيا والمعدات الحساسة بما في ذلك الدعم المدني وإعادة تشغيل المواد حتى وإن كان تحت حماية وكالة الطاقة الذرية الدولية. في الثامن عشر من آب لعام 2008، وافق مجلس الحكام لوكالة الطاقة الذرية الدولية على اتفاقية مع الهند سميت باتفاقية تحديد الحماية الهندية ووقعت الاتفاقية في الثاني من شباط لعام 2009. بعدما وضعت الهند هذا الاتفاق حيز التنفيذ، بدئت التوقعات في نسق مرحلي حول المنشئات النووية الخمسة وثلاثون التي أعلنت عنها الهند في خطة الانفصال. أُعتبِر هذا العقد نقطة تحول بين العلاقات الهندية الأمريكية ومهد إلى رؤى حديثة في المساعي الدولية للحد من التسلح النووي. في الأول من آب لعام 2008، وافقت وكالة الطاقة الذرية الدولية على اتفاقية الحماية مع الهند حيث تلاها مفاتحة الولايات المتحدة لمجموعة الموردين النوويين أن أس جي (NSG) لمنح الهند الأذن بالشروع بالتجارة المدنية النووية. مَنحت مجموعة الموردين النوويين المتكونة من ثمانية وأربعين بلد الأذن للهند في السادس من أيلول عام 2006، متيحةً للهند حرية ممارسة التكنولوجيا المدنية النووية على أن تُزود بمؤونة التشغيل من عدة بلدان أخرى. جعل إتمام هذا القرار من الهند البلد الوحيد المصنع للأسلحة النووية وهو ليس عضوا في معاهدة الحد من التسلح النووي أن بي تي (Non-Proliferation Treaty (NPT علماً انه مازال يُسمح لها بممارسة التجارة النووية مع بقية بلدان العالم.
مرر مجلس النواب الأمريكي وثيقة الاتفاق للموافقة عليها في الثامن والعشرين من أيلول، لعام 2008. بعد مضي يومين، وقعت كل من فرنسا والهند على وثيقة نووية مماثلة جعلت من فرنسا البلد الوحيد الذي يملك مثل هذه الاتفاقية مع الهند. وافق أيضا مجلس الشيوخ الأمريكي في الأول من تشرين الأول، لعام 2008، على الاتفاق المدني النووي متيحاً للهند أمكانية مزاولة التجارة وعمليات بيع وشراء الوقود والتكنولوجيا النووية من وإلى الولايات المتحدة. وَقعَ الرئيس الأمريكي السابق جورج دبليو بوش في الثامن من تشرين الأول، لعام 2008، على تشريع الاتفاق النووي الهندي-الأمريكي المُقر قانونياً من قِبل مجلس الشيوخ الأمريكي والذي يُعرف حالياً بوثيقة الحد من انتشار أسلحة الدمار الشامل وتعزيز التعاون النووي المشترك بين الولايات المتحدة والهند. وُقِع الاتفاق من قبل كل من وزير الخارجية الهندي السابق براناب موخيرجي ونظيرتهُ وزيرة الخارجية السابقة كوندريزا رايز في العاشر من تشرين الأول، لعام 2008.
حتى عام 2015، لم يكن الاتفاق مفعل بشكل تام.
في عام 2016، وافقت الدول الأعضاء في مجموعة الموردين النوويين على بناء ست مفاعلات نووية في الهند. 

## نظرة عامة
تُمثل وثيقة هينري جي. هايد للتعاون السلمي في مجال الطاقة الذرية بين الولايات المتحدة والهند (The Henry J. Hyde United States-India Peaceful Atomic Energy) في عام 2006، والتي تعرف أيضا بوثيقة هايد، القانون الداخلي الأمريكي حيث تعدل متطلبات القسم الثالث والعشرون بعد المائة من وثيقة الطاقة الذرية للولايات المتحدة الأمريكية للسماح بالتعاون النووي مع الهند لمناقشة اتفاق 123 بشكل خاص ولتفعيل البيان المشترك لعام 2005. تعد وثيقة هايد ألزامً على الولايات المتحدة الأمريكية لكونها تمثل القانون الأمريكي الداخلي، وبالمقابل، لا تشكل الوثيقة ألزاماَ على قرارات رئيس الهند، على الرغم من أنها يمكن أن تفسر كاستباق لردود الفعل الأمريكية المستقبلية.
وفقا إلى اتفاقية فيينا، يعد اتفاق 123 اتفاق عالمي لا يمكن أن استبداله بقانون داخلي كوثيقة هايد.
وضحت اتفاقية 123 بنود وشروط التعاون المدني النووي الثنائي بين الولايات المتحدة والهند وتطلبت موافقات منفصلة من مجلس النواب الأمريكي ومجلس الوزراء الهندي. سيساعد هذا الاتفاق الهند في بلوغ هدفها المتمثل في إضافة 25,000 ميغاواط من سعة الطاقة النووية ببلوغ عام 2020، من خلال تصدير المفاعلات والمشغلات النووية.
بعدما اُبرمت بنود اتفاقية 123 في 27 تموز، لعام 2007، عُرقلت بسبب المعارضة الصارمة من قبل التحالفات الشيوعية التابعة للحلف الاتحادي الحاكم. فازت الحكومة بالثقة في البرلمان في 22 تموز، عام 2008، بحوالي 256-275 صوت نتيجةً الانشقاقات من قبل بعض الأحزاب في تلك الفترة. قُوبِل الاتفاق بمعارضة من قبل الناشطين المختصين بالحد من التسلح النووي والمنظمات المناهضة للأسلحة النووية وبعض البلدان في مجموعة الموردين النوويين. قالت وزيرة الخارجية كوندريزا رايز في شباط عام 2008، إن أي اتفاقية ستكون «ملازم لبنود وثيقة هايد». وُقِعت الوثيقة في الثامن من تشرين الأول، لعام 2008.

## معلومات عامة
يمتلك أعضاء معاهدة الحد من التسلح النووي حق معلوم لتصنيع أو استخدام أسلحة الطاقة النووية السلمية كما أنهم ملزمين بالتعاون في مجال التكنولوجيا المدنية النووية. وافقت مجموعة الموردين النوويين بشكل منفصل على التوجيهات المعنية بالتصديرات النووية بما في ذلك المفاعلات والمشغلات النووية. تُشرط هذه الضوابط على مثل هذه الصادرات قانون الحماية الشاملة من قبل وكالة الطاقة الذرية الدولية، التي صممت لتثبت إن الطاقة النووية لا يمكن فصلها عن برامج الاستخدام السلمي للأسلحة. غلى الرغم من رفض كل من الهند وإسرائيل وباكستان توقيع معاهدة الحد من التسلح النووي، ألا أن الهند ادعت أنه بدلاّ من السعي لتحقيق الهدف المركزي المتمثل بالحد من التسلح النووي الدولي الشامل، سيؤسس أعضاء المعاهدة رابطة «الأغنياء النوويين» ورابطة أكبر سُميت «بالفقراء النوويين» هدفها تقييد ألامتلاك القانوني للأسلحة النووية فقط لتلك الدول التي أجرت اختبار للأسلحة النووية قبل عام 1967، حيث تمتلك هذه البلدان فقط الحرية في امتلاك وتنمية مخزونها النووي. أصرت الهند على خطة عاجلة شاملة لعالم خالي من أسلحة الدمار الشامل خلال أطار زمني محدد وتبنت أيضا سياسة تطوعية «لعدم الاستخدام الأولي للأسلحة النووية».
جَهزت بعض البلدان بقيادة الولايات المتحدة الأمريكية مجموعة غير رسمية تحت أسم مجموعة الموردين النوويين أن أس جي (Nuclear Suppliers Group (NSG للتحكم في صادرات المواد والمعدات والتكنولوجيا النووية. بناء على ذلك، وُضِعت الهند خارج النظام النووي العالمي مما اجبرها على تطوير مصادرها الخاصة لكل مرحلة من دوره التصنيع النووي وتوليد الطاقة، بما في ذلك مفاعلات العصر القادم كمفاعلات التوليد السريعة ومفاعلات توليد التوريوم المعروفة باسم مفاعلات المياه الثقيلة المتقدمة. إضافة إلى اجبار الهند على النجاح في تطوير هذه التكنولوجيا الخاصة بهذه المفاعلات الجديدة، زودت هذه العقوبات الهند بالحافز للمضي في تطوير تكنولوجيا الأسلحة النووية الخاصة بها مع هدف خاص يتمثل في تحقيق اكتفاء ذاتي لجل المكونات الرئيسة الخاصة بتصاميم الأسلحة والاختبارات والإنتاج الأسلحة النووية.

يُعتقد بأن الهند تمتلك احتياطي من اليورانيوم يقدر بحوالي 80,00-112,369 طن، كما أنها تمتلك خزين فائض من المواد القابلة للانشطار لتموين البرامج الخاصة بأسلحتها النووية حتى وأن قُيدت إصدارات البلوتونيوم إلى ثمانية مفاعلات من أصل مفاعلات سبعة عشر بلد، ومن ثم تقليص إضافي لإصدار البلوتونيوم إلى حوالي 1\4 من أمكانية الإنتاج الأساسية لهذه المفاعلات. طبقاً للإحصاءات أحد المستشارين المختصين في الفريق المعني بمناقشة الاتفاق النووي الأمريكي:
فأن تشغيل ثمانية مفاعلات ذات المياه الثقيلة (بي أج دبليو آر أس) غير محمية في مثل هذه الحكومة (المحافظة) سُيخلف لمدينة نيودلهي حوالي 13,370-12,135 كيلوغرام من أسلحة فئة البلوتونيوم، والتي تعد نسبة كافية لإنتاج حوالي 2,228-2,023 من الأسلحة النووية بما في ذلكالأسلحة المخزنة في ترسانة الأسلحة الهندية. على الرغم من عدم وجود أي محلل هندي قد أيد أي اختراع نووي يدنو ولو بشكل بسيط لمثل هذه الأرقام، أثبت هذا الاختبار التجريبي أن مدينة نيودلهي تمتلك القدرة لإنتاج ترسانة هائلة من الأسلحة النووية مع قدرتها على الحفاظ على توازنها ضمن أدنى معدلات احتياطها الخاص من اليورانيوم.  
مع ذلك، نظرا لكون كمية الوقود النووي المطلوبة لقطاع التوليد الكهربائي تعد أكبر بكثير من الكمية المطلوبة لإدامة برنامج الأسلحة النووية ونظرا لكون تقديرات احتياطي الهند من اليورانيوم يشكل فقط 1% من اليورانيوم الموجود على سطح الكرة الأرضية، أثرت قيود تصدير اليورانيوم المفروضة من قبل مجموعة الموردين النوويين بشكل أساسي على قدرة الهند في توليد الطاقة النووية. شكلت عقوبات مجموعة الموردين النوويين تحداً خاص لخطط الهند طويلة الأمد لتوسيع وتكثيف قدراتها على توليد الطاقة النووية المدنية من القدرة الحالية للإنتاج المتمثلة ب 4 جيجاواط كهربائية إلى طاقة إنتاجية متمثلة بحوالي 20 جيجاواط كهربائية بحلول عام 2020، كما هو مرفق في خطة التوسيع حيث يتم استخدام يورانيوم وبلوتونيوم اعتياديين ومياه ثقيلة مزودة بالوقود ومصانع مياه خفيفة للطاقة نووية. نتيجة لكل ما سبق، قيد العزل النووي للهند توسيع برنامجها المدني النووي، لأكنه ترك الهند حصينة ضد ردود الأفعال الخارجية حول الاختبار النووي المرتقب.
نظراً للأسباب الثانوية المذكورة أعلاه إضافة إلى السبب الرئيس المتمثل في استمرار انتشار النشاطات النووية السرية الخاصة وأسلحة الدمار الشامل غير المرخصة بين كل من باكستان والصين وكوريا الشمالية، نظمت الهند خمس اختبارات نووية إضافية في أيار عام 1998 في مدينة بوخران.
تعرضت الهند إلى عقوبات اقتصادية دولية بعد اختباراتها النووية في أيار عام 1998. على الرغم من فرض تلك العقوبات الاقتصادية على الهند، إلا أنها لم تخلف سوى تأثير بسيط نظراً لقوة الاقتصاد الهندي وقطاعها الداخلي المتزن والقوي نسبياً حيث استمر الاقتصاد الهندي بالنمو من %4.8 في عام 1998-1997 (قبل فرض العقوبات الاقتصادية) و6.6% (أثناء فرض العقوبات الاقتصادية) في 1999-1998. نتيجة لذلك النمو المتزايد، قررت حكومة الرئيس السابق جورج بوش إلغاء جميع العقوبات الاقتصادية على الهند في نهاية عام 2001. على الرغم من تحقيق الهند لإغراضها الإستراتيجية من خلال اختباراتها النووية لعام 1998، إلا إنها استمرت في تطوير برنامجها النووي المدني المعزول دولياً.

## سبب توقيع الاتفاقية

### الحد من التسلح النووي
وضح بالاتفاق المدني النووي المقترح بشكل ضمني حالة الهند الحقيقية، حتى مع عدم توقيع معاهدة الحد من التسلح النووي. برر الرئيس السابق جورج بوش الميثاق النووي مع الهند مدعياً إن الميثاق مهم لمساعدة الولايات المتحدة للمضي في سياق الحد من التسلح النووي من خلال معرفة سجل الهند القوي الخاص بعدم انتشار أسلحة الدمار الشامل بصورة رسمية على الرغم من عدم توقيع الهند لتلك المعاهدة. قال وكيل وزير الخارجية السابق للشؤون السياسية واحد مهندسين الاتفاق النووي المشترك بين الولايات المتحدة والهند نيكولاس بورنس:
«امانة الهند ومصداقيتها وحقيقة ادعاها بأنها قد وعدت بإنشاء بلد خاص بالمنشئات الفنية تحت رقابة وكالة الطاقة الذرية الدولية لبدء حكومة جديدة متحكمة بالصادرات النووية بالشكل الصحيح، أما فيما يخص باكستان، لن يكون هناك أي اتفاقي نووي مع باكستان مماثل لاتفاق الهند، لأنها لم تقم بنشر تكنولوجيا أسلحة الدمار الشامل».

ثمن محمد البرادعي، الرئيس السابق لوكالة الطاقة الذرية الدولية والذي أوكلت إليه مهمة مراجعة وتدقيق المفاعلات المدنية النووية الهندية، فكرة الاتفاق قائلاً «سيساهم هذا الاتفاق بتقريب الهند كشريك مهم في حكومة الحد من انتشار أسلحة الدمار الشامل». اختلطت ردود الأفعال بين المجموعات العلمية والأكاديمية الأمريكية الحاكمة تجاه هذا الاتفاق. بينما ثمن بعض الكتاب الاتفاق كونه يقرب الهند أكثر إلى أعضاء معاهدة الحد من التسلح النووي، بينما اعترض آخرون على الاتفاق كونه يعطي الهند مهلة طويلة جدا لتقرير أي من مرافقها النووية التي ستكون تحت حماية وكالة الطاقة الذرية الدولية وان الاتفاق أجزى الهند بشكل فعال على رفضها المستمر للانضمام إلى معاهدة الحد من أسلحة الدمار الشامل.

### الاعتبارات الاقتصادية
عبر المؤيدون في الهند لهذا الاتفاق عن مناصرتهم له، مشيدين بالاعتبارات الاقتصادية المرفقة في الاتفاق باعتبارها حقائق سامية. على سبيل المثال، قال الباحث الهندي ريجول كريم لاسكار «يعد مفهوم المشاركة المفهوم الأكثر أهمية في الاتفاق كونه سيسهم في تحقيق متطلبات الهند من الطاقة لتحقيق نسب عالية من النمو الاقتصادي». على الصعيد المادي، توضح تخمينات الولايات المتحدة إن مثل هذا الاتفاق سيزيد من النمو الاقتصادي الهندي وسيغدق على الهند أرباح تقدر بحوالي مئة وخمسين مليار دولار في العقد القادم لمصانع الطاقة النووية، والتي ترغب الولايات المتحدة باقتسامها مع الهند. يتمثل الهدف الهندي المعلن في زيادة إنتاج توليد الطاقة النووية من قدرتها الحالية المتمثلة بحوالي 4,780 ميجاواط كهربائية إلى نسبة 20,000 ميجاواط كهربائية بحلول عام 2020. مرر البرلمان الهندي مذكرة المسؤولية المدنية للإضرار النووية في الخامس والعشرين من آب، لعام 2010، حيث سمح للمشغل برفع دعوى ضد المورد في حالة حصول أي حادث نتيجة العيوب الفنية في المصنع. بعد الكارثة النووية في مصنع فوكوشيما دايجي للطاقة النووية في اليابان، عادت كل من قضايا الأمان الخاصة بمصانع تشغيل الطاقة النووية وتعويضات حوادث التسريب الإشعاعي وتكاليف إزالة مخلفات الكوارث ومسؤولية المشغل ومسؤولية المورد إلى دائرة النقاش

### التكنولوجيا النووية
برهن الدكتور والمدير السابق لمختبر لوس الاموس الوطني، سيغفريد. أس هيكير، في خطابه أمام مجلس الشيوخ الأمريكي في عام 2008¸انه يمكن للولايات المتحدة الانتفاع من استخدام تكنولوجيا الهند النووية قائلاً "وجدت انه عندما قلصت العقوبات الاقتصادية على الهند التقدم في إنتاج الطاقة النووية، أدت هذه العقوبات إلى الاكتفاء الذاتي للهند وجعلتها ذات نفوذ قيادي عالمي في تكنولوجيا المفاعلات النووية السريعة. بينما كان أكثر الإقبال العالمي نحو الهند بغية تحديد استخدامها للتكنولوجيا النووية، سيأتي يوما ما نحدد فيه أنفسنا بعدم قدرتنا على السيطرة على النمو التكنولوجي الخاص بالهند. يجب أن تساهم وجهات النظر هذه في تكثيف الجهود الدبلوماسية مع الهند". نظرا لكون البرنامج الهندي النووي قد طُوِر بشكل سليم ومثالي، استخدمت الهند تكنولوجيا فريدا من نوعها حيث يمكن لبقية البلدان التعلم منها.

### الاعتبارات الإستراتيجية
بعد انتهاء الحرب الباردة، طالب كل من البنتاغون إلى جانب بعض السفراء الأمريكيين أمثال روبرت بلاكويل بتعزيز الروابط الاستراتيجية مع الهند وقطع روابط الصلة بين الهند وباكستان وبعبارة أخرى امتلاك سياسات منفصلة مع كل من الهند وباكستان بدلاً من سياسة واحدة مشتركة مع «الهند وباكستان».
كما أرتئت الولايات المتحدة أن الهند تمثل ثقل حيوي موازن لنمو نفوذ الصين إضافة إلى كونها عميل احتياطي وعنصر مساهم في خلق فرص العمل. بينما تملك الهند اكتفاء ذاتي من مادة الثوريوم حيث تمتلك حوالي 25% من الثوريوم الصالح للاستخدام الاقتصادي الموجود على سطح الكرة الأرضية، إلا أنها تمتلك نسبة ضئيلة جدا تقدر بحوالي 1% من كميات احتياطي اليورانيوم الموجودة على سطح الكرة الأرضية. 
يتمركز التأييد الهندي للتعاون مع الولايات المتحدة الأمريكية حول قضية الحصول على مؤونة ثابتة وكافية من الطاقة للنمو الاقتصادي. فيما تتمركز معارضة الهند للميثاق النووي مع الولايات المتحدة حول التنازلات التي ستقدمها للولايات المتحدة، إضافة إلى التقليل المحتمل لأولوية أبحاثها المتعلقة بدورة توليد مادة الثوريوم علما إذ ما أصبح اليورانيوم متوفر بكثرة سيؤدي إلى استثماره في دورة توليد الطاقة النووية.